# Filip Apelstav
Klas Filip Cheick Tidjane Apelstav (ur. 18 września 1971 w Göteborgu) – szwedzki piłkarz występujący na pozycji obrońcy.

## Kariera klubowa
Apelstav karierę rozpoczynał w 1989 roku w pierwszoligowym zespole Västra Frölunda IF. W tym samym roku spadł z nim do drugiej ligi. W 1991 roku awansował z powrotem do pierwszej ligi. W Västrze Frölunda grał do 1995 roku. Następnie przez trzy sezony występował w także pierwszoligowym IFK Norrköping. W kolejnych latach grał w norweskich drużynach Kongsvinger IL oraz Sogndal IL, chińskich Pudong Zobon oraz Zhejiang Greentown, a także z powrotem w Szwecji w IFK Norrköping i w IK Sleipner. W 2006 roku zakończył karierę.

## Kariera reprezentacyjna
W 1992 roku Apelstav jako członek kadry U-23 wziął udział w letnich igrzyskach olimpijskich, zakończonych przez Szwecję na ćwierćfinale.
W tym samym roku zagrał też na mistrzostwach Europy U-21.
W pierwszej reprezentacji Szwecji Apelstav nie rozegrał żadnego spotkania.